# Youssef Hocine
Youssef Hocine (Melun, 7 de agosto de 1965) es un deportista francés que compitió en esgrima, especialista en la modalidad de florete.
Ganó tres medallas en el Campeonato Mundial de Esgrima, en los años 1987 y 1991. Participó en dos Juegos Olímpicos de Verano, ocupando el sexto lugar en Seúl 1988 y el séptimo en Barcelona 1992, en la prueba por equipos.

## Palmarés internacional
| Campeonato Mundial | Campeonato Mundial | Campeonato Mundial | Campeonato Mundial  |
| Año                | Lugar              | Medalla            | Prueba              |
| ------------------ | ------------------ | ------------------ | ------------------- |
| 1987               | Lausana (Suiza)    | Medalla de plata   | Florete por equipos |
| 1991               | Budapest (Hungría) | Medalla de bronce  | Florete individual  |
| 1991               | Budapest (Hungría) | Medalla de bronce  | Florete por equipos |